# کریستیا آدایر
کریستیا وی. دنیلز آدیر (زاده ۲۲ اکتبر ۱۸۹۳ – درگذشته ۳۱ دسامبر ۱۹۸۹) مبارز حق رأی و فعال حقوق مدنی آفریقایی-آمریکایی مقیم تگزاس بود. یک نقاشی دیواری در تگزاس در مورد زندگی او وجود دارد که در یک پارک شهرستانی به نمایش گذاشته شده است که به نام او نام‌گذاری شده است.

## دوران اولیه زندگی و تحصیل
کریستیا وی. دانیلز در ۲۲ اکتبر ۱۸۹۳ در ویکتوریا، تگزاس به دنیا آمد و در ادنا، تگزاس بزرگ شد، دختر آدا کراسبی دانیلز، یک لباس‌شو، و هاردی دانیلز، که تجارت باربری داشت. او یک خواهر ناتنی بزرگتر داشت که مادرش به‌طور قانونی او را به فرزندی قبول کرده بود و دو برادر کوچکتر. زندگی اولیه او به‌شدت تحت‌تأثیر مذهب مسیحی او بود که در ۱۱ سالگی ایمان آورده بود و در کلیسای متدیست مشارکت می‌کرد. او در کالج ساموئل هوستون که پدرخوانده‌اش هم‌بنیان‌گذار آن بود شرکت کرد و برای تدریس در کالج صنعتی پرایری ویو آموزش دید و در سال ۱۹۱۵ فارغ‌التحصیل شد.

## پیشه
کریستیا دانیلز به‌مدت سه سال در مدارس دولتی ادنا تدریس کرد و سپس در سال ۱۹۱۸ پس‌از ازدواج با البرت اچ آدیر، ترمزبان راه‌آهن میسوری-اقیانوس آرام، تدریس را ترک کرد و به کینگزویل، تگزاس نقل‌مکان کرد. در اینجا، او به گروهی از زنان پیوست و علیه مؤسسات قمار و سازماندهی دادخواست‌ها برای حق رأی زنان مبارزه کرد. علی‌رغم موفقیت جنبش حق رای زنان، او از رای دادن در تگزاس منع شد و به‌دلیل حکم ایالتی مبنی‌بر اینکه سیاهپوستان آمریکایی نمی‌توانند در انتخابات مقدماتی رای دهند حتی اگر به او اجازه ثبت‌نام برای رای دادن داده شد. و او از محل رای‌گیری دور شد. این حادثه باعث شد که آدایر همکاری خود را با جنبش حقوق مدنی سیاه‌پوستان آمریکا آغاز کند. زمانی که روند تبعیض نژادی در آن زمان بیشتر شد، کار او در آن جنبش نیز افزایش یافت.
او در سال ۱۹۲۵ به هیوستون نقل‌مکان کرد و در سال ۱۹۴۳ به بخش انجمن ملی پیشرفت رنگین‌پوستان این شهر پیوست او از سال ۱۹۴۹ یا ۱۹۵۰ تا ۱۹۵۹ به‌عنوان منشی اجرایی در این بخش خدمت کرد، در طول دوره پرونده برجسته اسمیت علیه آلرایت. پس‌از اینکه پرونده به نفع اسمیت تمام شد، بخش هیوستون انجمن ملی پیشرفت رنگین‌پوستان به یک هدف محبوب برای تهدیدات بمب تبدیل شد. او از افشای فهرست اعضای گروه به پلیس امتناع کرد، زیرا معتقد بود که پلیس هوستون در تلاش است تا این فهرست را به‌منظور از هم گسیختن، تحت پوشش ادعاهایی تهیه کند. او یکی از اعضا بود که در طول دادگاه در مورد تلاش برای ضبط سوابق این گروه شهادت داد.
آدایر روی تبعیض زدایی در کتابخانه عمومی هوستون، فرودگاه، بیمارستان و امکانات حمل‌ونقل عمومی و همچنین اتاق‌های رختکن فروشگاه‌های بزرگ کار کرد. او بخشی از تلاش‌ها برای واجد شرایط ساختن سیاه‌پوستان تگزاسی برای حضور در هیئت منصفه و استخدام در مشاغل شهرستانی بود. آدیر یکی از بنیان‌گذاران دموکرات‌های شهرستان هریس، یک سازمان یکپارچه بود، و در سال ۱۹۶۶ اولین زن آفریقایی-آمریکایی بود که به کمیته اجرایی دموکرات ایالت انتخاب شد (اگرچه برای اعتراض از حضور در کمیته امتناع کرد). او همچنین از دوران کودکی در کلیسای اسقفی متدیست فعال بود و اولین زن در هیئت عمومی فرقه بود.
یک پارک شهرستانی و مرکز اجتماعی در هیوستون به نام او نام‌گذاری شده است. که شامل نقاشی دیواری جان تی بیگرز دربارهٔ زندگی او می‌شود. و در سال ۱۹۸۴ او به تالار مشاهیر زنان تگزاس معرفی شد. او همچنین در سال ۱۹۷۷ با پروژه تاریخ شفاهی زنان سیاه‌پوست در کتابخانه شلزینگر هاروارد در مورد تاریخ زنان در آمریکا مصاحبه‌ای انجام داد.

## زندگی شخصی و میراث
کریستیا دانیلز در سال ۱۹۴۳ بیوه شد و در سال ۱۹۸۹ در سن ۹۶ سالگی درگذشت.
مقالات او در مجموعه کتابخانه عمومی هیوستون در کتابخانه آمریکایی آفریقایی‌تبار در مدرسه گریگوری در بخش چهارم بایگانی شده است.